# Thai League 1 2022–23
Thai League 1 2022–23 là mùa giải thứ 26 của Thai League 1, giải đấu chuyên nghiệp hàng đầu của Thái Lan dành cho các câu lạc bộ bóng đá nam, kể từ khi thành lập năm 1996, còn được gọi là Hilux Revo Thai League do hợp đồng tài trợ với Toyota Motor Thái Lan. Tổng cộng có 16 câu lạc bộ tranh tài tại giải đấu. Mùa giải bắt đầu vào ngày 12 tháng 8 năm 2022 và dự kiến kết thúc vào ngày 12 tháng 5 năm 2023.
Kỳ chuyển nhượng đầu tiên là từ ngày 25 tháng 5 đến ngày 9 tháng 8 năm 2022 trong khi kỳ chuyển nhượng thứ 2 là từ ngày 19 tháng 12 năm 2022 đến ngày 17 tháng 1 năm 2023.
Câu lạc bộ Buriram United đang là đương kim vô địch, trong khi Lamphun Warriors, Sukhothai và đội thắng trận play-off Lampang tham dự với tư cách là các đội thăng hạng từ Thai League 2 mùa giải 2021–22.
Đây cũng là mùa giải mà VTVCab sở hữu bản quyền phát sóng các trận đấu tại Việt Nam từ ngày 21 tháng 1 năm 2023.

## Thay đổi so với mùa giải trước

### Thay đổi về câu lạc bộ

#### Đội thăng hạng
Các đội thăng hạng từ Thai League 2 mùa 2021–22:
- Lamphun Warriors
- Sukhothai
- Lampang (đội thắng trận play-off Thai League 2 mùa 2021–22)

#### Đội xuống hạng
Các đội xuống hạng từ Thai League 1 mùa 2021–22:
- Samut Prakan City
- Suphanburi
- Chiangmai United

## Các câu lạc bộ
Có tổng cộng 16 câu lạc bộ tranh tài tại giải đấu, trong đó có ba đội thăng hạng từ Thai League 2 thay thế ba đội xuống hạng ở mùa giải 2021–22.
Samut Prakan City, Suphanburi và Chiangmai United đã phải xuống hạng sau khi xếp ở ba vị trí cuối bảng mùa 2021–22. Chiangmai United trở lại Thai League 2 chỉ sau 1 mùa giải, trong khi Suphanburi kết thúc 9 năm thi đấu ở Thai League 1.  Trong khi đó, Samut Prakan City đã có lần đầu tiên xuống hạng từ khi đổi tên, lần cuối cùng họ xuống hạng vào năm 2013 khi họ vẫn còn được gọi là Pattaya United. Cả ba đội trên được thay thế bởi nhà vô địch Thai League 2 mùa giải 2021–22 Lamphun Warriors, đội xuất hiện lần đầu tiên ở Thai League 1; đội á quân Sukhothai, đội đã ngay lập tức trở lại T1 và Lampang, đội chiến thắng trong trận play-off thăng hạng lần đầu tiên được tổ chức vào mùa giải 2020–21. Giống như Lamphun, Lampang đang có trận ra mắt ở giải đấu cao nhất trong mùa giải này.

## Các sân vận động và vị trí
Ghi chú: Bảng liệt kê theo thứ tự bảng chữ cái.
| Câu lạc bộ        | Trụ sở              | Sân nhà                           | Sức chứa |
| ----------------- | ------------------- | --------------------------------- | -------- |
| Bangkok United    | Pathum Thani        | Sân vận động Thammasat            | 19.375   |
| BG Pathum United  | Pathum Thani        | Sân vận động BG                   | 10.114   |
| Buriram United    | Buriram             | Chang Arena                       | 32.600   |
| Chiangrai United  | Chiang Rai          | Sân vận động Leo Chiangrai        | 13.000   |
| Chonburi          | Chonburi            | Sân vận động Chonburi             | 8.680    |
| Khonkaen United   | Khon Kaen           | Sân vận động Khonkaen PAO.        | 7.000    |
| Lampang           | Lampang             | Sân vận động tỉnh Lampang         | 5.500    |
| Lamphun Warriors  | Lamphun             | Sân vận động kỷ niệm 700 năm      | 25.000   |
| Muangthong United | Nonthaburi          | Sân vận động Thunderdome          | 12.505   |
| Nakhon Ratchasima | Nakhon Ratchasima   | Sân vận động sinh nhật lần thứ 80 | 24.641   |
| Nongbua Pitchaya  | Nongbua Lamphu      | Sân vận động Pitchaya             | 6.000    |
| Police Tero       | Băng Cốc            | Sân vận động Boonyachinda         | 3.550    |
| Port              | Băng Cốc            | Sân vận động PAT                  | 6.000    |
| PT Prachuap       | Prachuap Khiri Khan | Sân vận động Sam Ao               | 5.000    |
| Ratchaburi        | Ratchaburi          | Dragon Solar Park                 | 10.000   |
| Sukhothai         | Sukhothai           | Sân vận động Thung Thalay Luang   | 8.000    |

## Nhân sự và nhà tài trợ
| Câu lạc bộ        | Huấn luyện viên                      | Đội trưởng              | Nhà sản xuất áo đấu                | Nhà tài trợ (trên áo đấu)                                                                                       |
| ----------------- | ------------------------------------ | ----------------------- | ---------------------------------- | --- |
| Bangkok United    | Totchtawan Sripan (tạm quyền)        | Everton                 | Ari                                | True Huawei Daikin CP Smart Heart Toyota Ziebart Euro Cake                                                      |
| BG Pathum United  | Supachai Komsilp (interim)           | Sarach Yooyen           | Warrix                             | Leo Euro Cake Mitsubishi Electric Gomuc Muangthai Yanmar                                                        |
| Buriram United    | Masatada Ishii                       | Narubadin Weerawatnodom | Tự sản xuất (nội địa) Ari (châu Á) | Chang Grab Rabbit Coca-Cola Muang Thai Insurance King Power Yamaha Thai AirAsia TrueVisions CP Amari Hotel Jele |
| Chiangrai United  | Gabriel Magalhães                    | Sivakorn Tiatrakul      | Grand Sport                        | Leo Thai Vietjet Air TOA                                                                                        |
| Chonburi          | Adul Lahsoh (tạm quyền)              | Kritsada Kaman          | Nike                               | Chang Euro Cake                                                                                                 |
| Khonkaen United   | Patipat Robroo                       | Ibson Melo              | Kappa                              | Leo Krungthai-AXA                                                                                               |
| Lampang           | Sukrit Yothee                        | Wichit Thanee           | Ego Sport                          | Pitchaya Bangkok Airways                                                                                        |
| Lamphun Warriors  | Alexandre Gama                       | Sarawut Inpaen          | 2S Sport (hiệp 1) Warrix (hiệp 2)  | Betagro Chang                                                                                                   |
| Muangthong United | Mario Gjurovski                      | Suporn Peenagatapho     | Shoot (Thương hiệu địa phương)     | Yamaha Coca-Cola AIA Herbalife Nutrition I-Mobile Gulf Sharp Corporation                                        |
| Nakhon Ratchasima | Teerasak Po-on                       | Charlie Clough          | Infinit                            | Mazda Leo CP Central Plaza Gulf                                                                                 |
| Nongbua Pitchaya  | Theerawekin Seehawong (tạm quyền)    | Barros Tardeli          | Warrix                             | Pitchaya Thai-Denmark                                                                                           |
| Police Tero       | Rangsan Viwatchaichok                | Issac Honey             | FBT                                | Chang CP Channel 3                                                                                              |
| Port              | Choketawee Promrut Surapong Kongthep | Tanaboon Kesarat        | Ari                                | Muang Thai Insurance AirAsia CP Thai AirAsia Thai Union                                                         |
| PT Prachuap       | Dusit Chalermsan                     | Nattapon Malapun        | Grand Sport                        | PTG Energy Euro Cake 2Gear                                                                                      |
| Ratchaburi        | Xavi Moro                            | Jakkaphan Kaewprom      | Shoot (Local Brand)                | Chang Dragon Solar Roof Master Vet Oxygen Booster Euro Cake WoW FItness Thitikal Ambulance Kanchana Fresh Meat  |
| Sukhothai         | Laksana Kamruen (tạm quyền)          | Sila Srikampang         | Pan                                | Chang Carabao CP                                                                                                |

### Thay đổi huấn luyện viên
| Câu lạc bộ        | Huấn luyện viên đi           | Hình thức               | Ngày rời đi       | Vòng đấu       | Vị trí         | Huấn luyện viên đến                  | Ngày bổ nhiệm            |
| ----------------- | ---------------------------- | ----------------------- | ----------------- | -------------- | -------------- | ------------------------------------ | ------------------------ |
| Lamphun Warriors  | Wanderley Junior             | Chuyển công tác         | 20 tháng 5, 2022  | Trước mùa giải | Trước mùa giải | Dusit Chalermsan                     | ngày 20 tháng 5 năm 2022 |
| PT Prachuap       | Issara Sritaro               | Hết hạn hợp đồng        | 15 tháng 6, 2022  | Trước mùa giải | Trước mùa giải | Teerasak Po-on                       | 15 tháng 6, 2022         |
| Port              | Jadet Meelarp                | Chuyển công tác         | 28 tháng 6, 2022  | Trước mùa giải | Trước mùa giải | Scott Cooper                         | 28 tháng 6, 2022         |
| Ratchaburi        | Bruno Pereira                | Hết hạn hợp đồng        | 4 tháng7, 2022    | Trước mùa giải | Trước mùa giải | Xavi Moro                            | 4 tháng 7, 2022          |
| BG Pathum United  | Makoto Teguramori            | Sa thải                 | 24 tháng 10, 2022 | 10             | 7              | Mitsuo Kato (tạm quyền)              | 24 tháng 10, 2022        |
| BG Pathum United  | Mitsuo Kato                  | Hết thời gian tạm quyền | 29 tháng 10, 2022 | 11             | 7              | Matt Smith                           | 29 tháng 10, 2022        |
| Khon Kaen United  | Carlos Eduardo Parreira      | Sa thải                 | 29 tháng 10, 2022 | 11             | 14             | Pairoj Borwonwatanadilok             | 2 tháng 11, 2022         |
| Nongbua Pitchaya  | Thawatchai Damrong-Ongtrakul | Từ chức                 | 2 tháng 11, 2022  | 11             | 16             | Theerawesin Seehawong (tạm quyền)    | 2 tháng 11, 2022         |
| Lamphun Warriors  | Dusit Chalermsan             | Từ chức                 | 7 tháng 11, 2022  | 12             | 16             | Jongsarit Wutchuay (tạm quyền)       | 7 tháng 11, 2022         |
| PT Prachuap       | Teerasak Po-on               | Từ chức                 | 11 tháng 1, 2022  | 13             | 12             | Dusit Chalermsan                     | 14 tháng 11, 2022        |
| Port              | Scott Cooper                 | Sa thải                 | 14 tháng 11, 2022 | 13             | 5              | Matthew Mark Holland (tạm quyền)     | 14 tháng 11, 2022        |
| Lamphun Warriors  | Jongsarit Wutchuay           | Hết thời gian tạm quyền | 17 tháng 11, 2022 | 13             | 16             | Alexandre Gama                       | 17 tháng 11, 2022        |
| Khon Kaen United  | Pairoj Borwonwatanadilok     | Hai bên đồng thuận      | 28 tháng 11, 2022 | 15             | 14             | Patipat Robroo                       | 4 tháng 12, 2022         |
| Chiangrai United  | Emerson                      | Hết hạn hợp đồng        | 7 tháng 12, 2022  | 15             | 6              | Gabriel Magalhães                    | 2 tháng 1, 2023          |
| Nongbua Pitchaya  | Theerawesin Seehawong        | Hết thời gian tạm quyền | 8 tháng 11, 2022  | 15             | 15             | Emerson                              | 8 tháng 12, 2022         |
| Bangkok United    | Aurelio Vidmar               | Từ chức                 | 28 tháng 12, 2022 | Giữa mùa       | 4              | Totchtawan Sripan (tạm quyền)        | 28 tháng 12, 2022        |
| Port              | Matthew Mark Holland         | Hết thời gian tạm quyền | 5 tháng 2, 2023   | 18             | 6              | Choketawee Promrut Surapong Kongthep | 5 tháng 2, 2023          |
| Nakhon Ratchasima | Kevin Blackwell              | Sa thải                 | 5 tháng 2, 2023   | 18             | 13             | Teerasak Po-on                       | 5 tháng 2, 2023          |
| Nongbua Pitchaya  | Emerson                      | Sa thải                 | 22 tháng 2, 2023  | 20             | 16             | Theerawekin Seehawong (tạm quyền)    | 23 tháng 2, 2023         |
| Sukhothai         | Dennis Amato                 | Hai bên đồng thuận      | 15 tháng 3, 2023  | 23             | 11             | Laksana Kamruen (tạm quyền)          | 16 tháng 3, 2023         |
| BG Pathum United  | Matt Smith                   | Sa thải                 | 19 tháng 3, 2023  | 24             | 9              | Supachai Komsilp (tạm quyền)         | 19 tháng 3, 2023         |
| Chonburi          | Sasom Pobprasert             | Từ chức                 | 10 tháng 4, 2023  | 26             | 7              | Adul Lahsoh (tạm quyền)              | 10 tháng 4, 2023         |

## Cầu thủ nước ngoài
Kỳ chuyển nhượng của FIFA dành cho Thái Lan là từ ngày 25 tháng 5 đến ngày 9 tháng 8 năm 2022.
| Câu lạc bộ        | Cầu thủ 1      | Cầu thủ 2      | Cầu thủ 3      | Cầu thủ 4          | Cầu thủ 5         | Cầu thủ châu Á   | Cầu thủ Đông Nam Á 1 | Cầu thủ Đông Nam Á 2 | Cầu thủ Đông Nam Á 3 | Cầu thủ cũ                                                |
| ----------------- | -------------- | -------------- | -------------- | ------------------ | ----------------- | ---------------- | -------------------- | -------------------- | -------------------- | --------------------------------------------------------- |
| Bangkok United    | Everton        | Vander         | Willen         | Heberty            |                   | Mahmoud Eid      | Michael Falkesgaard  |                      |                      |                                                           |
| BG Pathum United  | Cássio Scheid  | Stênio Júnior  | Andrés Túñez   | Ben Azubel         |                   | Yusuke Maruhashi | Irfan Fandi          | Ikhsan Fandi         |                      | Diogo Lidor Cohen Conrado Jesse Curran                    |
| Buriram United    | Goran Čaušić   | Haris Vučkić   | Filip Rogić    | Lonsana Doumbouya  | Jonathan Bolingi  | Rebin Sulaka     | Dion Cools           |                      |                      | Ayub Masika Diego Bardanca Aung Thu Frank Castañeda       |
| Chiangrai United  | Diego Landis   | Victor Cardozo | Felipe Amorim  | Nelson Bonilla     | Ryuji Hirota      | Kim Ji-min       |                      |                      |                      | Olávio                                                    |
| Chonburi          | Danilo Alves   | Dennis Murillo | Renato Kelić   | Amadou Ouattara    | Go Seul-ki        | Yoo Byung-soo    | Jesse Curran         | Diego Bardanca       | Faiq Bolkiah         | Zaw Min Tun                                               |
| Khonkaen United   | Alef           | Ibson Melo     | Índio          | Lidor Cohen        | Youssef Ezzejjari | Jung Han-cheol   | Joshua Grommen       |                      |                      | Rômulo Liridon Krasniqi                                   |
| Lampang           | Jorge Fellipe  | Mosquito       | Josip Ivančić  | Brandon Wilson     |                   | Yuki Bamba       |                      |                      |                      | Andrey Coutinho Brinner Deyvison                          |
| Lamphun Warriors  | Lucca          | Bill           | Luiz Antônio   | Jeffrén Suárez     | Aly Cissokho      | Mohammed Osman   | Kike Linares         | Maung Maung Lwin     | Aung Thu             | Thales Lima Ognjen Mudrinski Iain Ramsay                  |
| Muangthong United | Willian Popp   | Lucas Rocha    | Henri Anier    | Eric Johana Omondi |                   | Sardor Mirzaev   | Jesper Nyholm        |                      |                      | Hong Sung-wook                                            |
| Nakhon Ratchasima | Charlie Clough | Morgan Ferrier | Tyronne        | Crislan            |                   | Jordan Murray    | Dylan De Bruycker    | Amani Aguinaldo      | Dennis Villanueva    |                                                           |
| Nongbua Pitchaya  | Tardeli        | Léo            | Alvin Fortes   | Jeong Ho-min       |                   | Islam Batran     | Song Ui-young        |                      |                      | Jorge Fellipe Jonatan Reis                                |
| Port              | Airton         | Hamilton       | Negueba        | David Rochela      | Sergio Suárez     | Frans Putros     | Martin Steuble       |                      |                      |                                                           |
| PT Prachuap       | Brenner        | Samuel         | Aris Zarifović | Lossémy Karaboué   | Ibrahim Tomiwa    | Kwon Dae-hee     | Junior Eldstål       |                      |                      | Maurinho Patrick Reichelt Patrick Deyto Dennis Villanueva |
| Police Tero       | Rômulo         | Issac Honey    | Lesley Ablorh  | Marc Landry Babo   | Lim Jae-hyeok     | Jeong Woo-geun   |                      |                      |                      | Danilo Oliveira                                           |
| Ratchaburi        | Derley         | Rafael Jansen  | Douglas        | Moussa Sidibé      | Serge Nyuiadzi    | Park Jun-heong   | Myo Min Latt         | Hein Phyo Win        | Safawi Rasid         | Adam Reed Alvin Fortes Romário Baldé                      |
| Sukhothai         | Laércio Soldá  | John Baggio    | Osman Sow      |                    |                   | Ryohei Arai      | Marco Casambre       | Kenshiro Daniels     |                      | Léster Blanco Admir Bajrovic                              |

### Cầu thủ mang 2 quốc tịch
Cầu thủ Thái Lan sinh ở nước ngoài (Thái kiều) có hộ chiếu Thái Lan được coi là cầu thủ nội.
| Câu lạc bộ        | Cầu thủ 1              | Cầu thủ 2           | Cầu thủ 3          | Cầu thủ 4          | Cầu thủ 5          | Cầu thủ 6  |
| ----------------- | ---------------------- | ------------------- | ------------------ | ------------------ | ------------------ | ---------- |
| Bangkok United    | Manuel Bihr2 3         |                     |                    |                    |                    |            |
| BG Pathum United  | Surachat Sareepim2 3   | Ernesto Phumipha2 3 | Patrik Gustavsson2 |                    |                    |            |
| Buriram United    |                        |                     |                    |                    |                    |            |
| Chiangrai United  | Marco Ballini2         | Gionata Verzura2    |                    |                    |                    |            |
| Chonburi          | Anthonio Sanjairag2    |                     |                    |                    |                    |            |
| Khonkaen United   |                        |                     |                    |                    |                    |            |
| Lampang           |                        |                     |                    |                    |                    |            |
| Lamphun Warriors  | Nont Muangngam2        | Mika Chunuonsee2 3  |                    |                    |                    |            |
| Muangthong United | Ronan Pluijnen2        |                     |                    |                    |                    |            |
| Nakhon Ratchasima | Oliver Granberg2       |                     |                    |                    |                    |            |
| Nongbua Pitchaya  | Leon James2            | Niran Hansson2      |                    |                    |                    |            |
| Police Tero       | Siam Yapp2             | Denis Darbellay2    | Maxx Creevey2      |                    |                    |            |
| Port              | Charyl Chappuis2 3     | Elias Dolah2 3      | Philip Roller2 3   | Kevin Deeromram2 3 | William Weidersjö2 | Ben Davis2 |
| PT Prachuap       | Chakkit Laptrakul2     |                     |                    |                    |                    |            |
| Ratchaburi        | Jonathan Khemdee       |                     |                    |                    |                    |            |
| Sukhothai         | Maximilian Steinbauer2 |                     |                    |                    |                    |            |

Ghi chú:
^2  Mang dòng máu Thái Lan
^3  Tuyển thủ quốc gia Thái Lan

## Bảng xếp hạng
| VT | Đội                   | ST | T  | H  | B  | BT | BB | HS  | Đ  | Giành quyền tham dự                                      |
| -- | --------------------- | -- | -- | -- | -- | -- | -- | --- | -- | -------------------------------------------------------- |
| 1  | Buriram United (C, Q) | 30 | 23 | 5  | 2  | 75 | 27 | +48 | 74 | Qualification for vòng bảng AFC Champions League 2023–24 |
| 2  | Bangkok United (Q)    | 30 | 19 | 5  | 6  | 55 | 22 | +33 | 62 | Tham dự Vòng loại play-off AFC Champions League 2023–24  |
| 3  | Port (Q)              | 30 | 14 | 10 | 6  | 52 | 38 | +14 | 52 |                                                          |
| 4  | Muangthong United     | 30 | 14 | 8  | 8  | 56 | 37 | +19 | 50 |                                                          |
| 5  | Chiangrai United      | 30 | 12 | 8  | 10 | 44 | 42 | +2  | 44 |                                                          |
| 6  | Chonburi              | 30 | 13 | 4  | 13 | 46 | 38 | +8  | 43 |                                                          |
| 7  | Police Tero           | 30 | 11 | 10 | 9  | 41 | 43 | −2  | 43 |                                                          |
| 8  | Ratchaburi            | 30 | 10 | 11 | 9  | 32 | 29 | +3  | 41 |                                                          |
| 9  | BG Pathum United (Q)  | 30 | 12 | 5  | 13 | 42 | 39 | +3  | 41 |                                                          |
| 10 | Lamphun Warriors      | 30 | 9  | 9  | 12 | 27 | 36 | −9  | 36 |                                                          |
| 11 | PT Prachuap           | 30 | 9  | 8  | 13 | 44 | 51 | −7  | 35 |                                                          |
| 12 | Sukhothai             | 30 | 8  | 10 | 12 | 27 | 43 | −16 | 34 |                                                          |
| 13 | Khonkaen United       | 30 | 7  | 12 | 11 | 24 | 42 | −18 | 33 |                                                          |
| 14 | Nakhon Ratchasima (R) | 30 | 7  | 8  | 15 | 31 | 53 | −22 | 29 | Xuống hạng tới Thai League 2                             |
| 15 | Nongbua Pitchaya (R)  | 30 | 5  | 6  | 19 | 27 | 47 | −20 | 21 | Xuống hạng tới Thai League 2                             |
| 16 | Lampang (R)           | 30 | 4  | 7  | 19 | 24 | 60 | −36 | 19 | Xuống hạng tới Thai League 2                             |

1. ↑  Với tư cách nhà vô địch Thai League 1 2021–22
2. ↑  As 2021–22 Thai League 1 runners-up

### Vị trí qua từng vòng đấu
Bảng liệt kê vị trí của các đội sau mỗi tuần thi đấu. Để duy trì diễn biến theo trình tự thời gian, bất kỳ trận đấu bị hoãn nào sẽ không được tính vào vòng mà chúng đã được lên lịch ban đầu, nhưng được thêm vào vòng đầy đủ mà chúng sẽ được thi đấu ngay sau đó. Ví dụ: nếu một trận đấu được lên lịch vào ngày thi đấu thứ 13, nhưng sau đó bị hoãn lại và diễn ra trong khoảng thời gian từ ngày 16 đến ngày 17, thì trận đấu đó sẽ được thêm vào bảng xếp hạng của ngày thứ 16.
| Đội ╲ Vòng        | 1              | 2  | 3  | 4  | 5  | 6  | 7  | 8  | 9  | 10 | 11 | 12 | 13 | 14 | 15 | 16 | 17 | 18 | 19 | 20 | 21 | 22 | 23 | 24 | 25 | 26 | 27 | 28 | 29 | 30 |   |
| ----------------- | -------------- | -- | -- | -- | -- | -- | -- | -- | -- | -- | -- | -- | -- | -- | -- | -- | -- | -- | -- | -- | -- | -- | -- | -- | -- | -- | -- | -- | -- | -- | - |
| Đội ╲ Vòng        | Buriram United | 3  | 1  | 2  | 3  | 5  | 2  | 2  | 2  | 1  | 1  | 1  | 1  | 1  | 1  | 1  | 1  | 1  | 1  | 1  | 1  | 1  | 1  | 1  | 1  | 1  | 1  | 1  | 1  | 1  | 1 |
| Bangkok United    | 2              | 2  | 1  | 1  | 1  | 3  | 4  | 3  | 3  | 2  | 2  | 2  | 3  | 4  | 4  | 3  | 2  | 2  | 2  | 2  | 2  | 2  | 2  | 2  | 2  | 2  | 2  | 2  | 2  | 2  |   |
| Port              | 7              | 9  | 6  | 8  | 6  | 6  | 8  | 7  | 7  | 6  | 6  | 7  | 5  | 6  | 7  | 5  | 6  | 6  | 6  | 6  | 6  | 6  | 4  | 3  | 3  | 3  | 4  | 3  | 3  | 3  |   |
| Muangthong United | 12             | 10 | 10 | 7  | 9  | 10 | 10 | 11 | 12 | 10 | 9  | 9  | 10 | 11 | 10 | 9  | 9  | 9  | 9  | 9  | 7  | 7  | 5  | 4  | 4  | 4  | 3  | 4  | 4  | 4  |   |
| Chiangrai United  | 4              | 4  | 3  | 5  | 3  | 4  | 5  | 6  | 6  | 5  | 5  | 6  | 7  | 5  | 6  | 7  | 5  | 5  | 5  | 4  | 4  | 5  | 7  | 7  | 7  | 6  | 7  | 6  | 5  | 5  |   |
| Chonburi          | 10             | 7  | 5  | 4  | 4  | 1  | 1  | 1  | 2  | 3  | 3  | 3  | 2  | 3  | 2  | 2  | 3  | 3  | 3  | 3  | 3  | 3  | 3  | 6  | 6  | 7  | 6  | 5  | 6  | 6  |   |
| Police Tero       | 14             | 14 | 15 | 15 | 14 | 15 | 15 | 13 | 11 | 8  | 8  | 8  | 8  | 8  | 8  | 8  | 8  | 8  | 7  | 8  | 9  | 8  | 9  | 8  | 8  | 9  | 9  | 9  | 8  | 7  |   |
| Ratchaburi        | 6              | 3  | 4  | 2  | 2  | 5  | 3  | 4  | 4  | 4  | 4  | 4  | 4  | 2  | 3  | 4  | 4  | 4  | 4  | 5  | 5  | 4  | 6  | 5  | 5  | 5  | 5  | 7  | 7  | 8  |   |
| BG Pathum United  | 9              | 12 | 14 | 12 | 7  | 7  | 6  | 5  | 5  | 7  | 7  | 5  | 6  | 7  | 5  | 6  | 7  | 7  | 8  | 7  | 8  | 9  | 8  | 9  | 9  | 8  | 8  | 8  | 9  | 9  |   |
| Lamphun Warriors  | 8              | 11 | 11 | 13 | 15 | 14 | 14 | 16 | 16 | 14 | 15 | 16 | 16 | 14 | 12 | 14 | 14 | 14 | 13 | 13 | 12 | 14 | 14 | 13 | 14 | 13 | 14 | 12 | 11 | 10 |   |
| PT Prachuap       | 1              | 6  | 9  | 6  | 10 | 9  | 9  | 10 | 9  | 11 | 11 | 12 | 12 | 12 | 13 | 12 | 12 | 12 | 12 | 12 | 13 | 12 | 13 | 14 | 13 | 11 | 11 | 11 | 12 | 11 |   |
| Sukhothai         | 16             | 16 | 13 | 14 | 13 | 12 | 11 | 9  | 10 | 12 | 12 | 10 | 9  | 9  | 9  | 10 | 10 | 10 | 11 | 10 | 10 | 10 | 11 | 12 | 10 | 10 | 10 | 10 | 10 | 12 |   |
| Khonkaen United   | 15             | 15 | 12 | 10 | 11 | 11 | 12 | 14 | 14 | 15 | 14 | 13 | 13 | 13 | 14 | 13 | 11 | 11 | 10 | 11 | 11 | 11 | 10 | 11 | 12 | 14 | 13 | 14 | 13 | 13 |   |
| Nakhon Ratchasima | 11             | 8  | 7  | 9  | 8  | 8  | 7  | 8  | 8  | 9  | 10 | 11 | 11 | 10 | 11 | 11 | 13 | 13 | 14 | 14 | 14 | 13 | 12 | 10 | 11 | 12 | 12 | 13 | 14 | 14 |   |
| Nongbua Pitchaya  | 13             | 13 | 16 | 16 | 16 | 16 | 16 | 15 | 15 | 16 | 16 | 15 | 14 | 15 | 15 | 15 | 15 | 15 | 15 | 16 | 16 | 15 | 15 | 15 | 15 | 15 | 15 | 15 | 16 | 15 |   |
| Lampang           | 5              | 5  | 8  | 11 | 12 | 13 | 13 | 12 | 13 | 13 | 13 | 14 | 15 | 16 | 16 | 16 | 16 | 16 | 16 | 15 | 15 | 16 | 16 | 16 | 16 | 16 | 16 | 16 | 15 | 16 |   |

### Kết quả theo trận đã đấu
| Đội ╲ Vòng        | 1              | 2 | 3 | 4 | 5 | 6 | 7 | 8 | 9 | 10 | 11 | 12 | 13 | 14 | 15 | 16 | 17 | 18 | 19 | 20 | 21 | 22 | 23 | 24 | 25 | 26 | 27 | 28 | 29 | 30 |   |
| ----------------- | -------------- | - | - | - | - | - | - | - | - | -- | -- | -- | -- | -- | -- | -- | -- | -- | -- | -- | -- | -- | -- | -- | -- | -- | -- | -- | -- | -- | - |
| Đội ╲ Vòng        | Bangkok United | W | W | W | W | D | D | W | W | L  | W  | L  | W  | L  | D  | D  | W  | W  | W  | W  | W  | L  | W  | W  | W  | W  | L  | W  | L  | W  | D |
| BG Pathum United  | L              | D | W | W | D | W | L | W | W | L  | D  | W  | L  | L  | W  | L  | D  | L  | L  | W  | L  | L  | D  | L  | W  | W  | L  | W  | L  | W  |   |
| Buriram United    | W              | W | W | D | D | W | W | W | W | D  | W  | W  | W  | W  | W  | W  | W  | W  | D  | W  | W  | W  | W  | W  | L  | W  | W  | L  | D  | W  |   |
| Chiangrai United  | W              | W | W | L | W | D | D | L | D | W  | D  | D  | L  | W  | L  | D  | W  | W  | D  | W  | L  | L  | D  | L  | L  | W  | L  | W  | W  | L  |   |
| Chonburi          | W              | L | W | W | W | W | W | W | L | D  | D  | D  | W  | L  | W  | W  | L  | W  | L  | L  | L  | D  | L  | L  | L  | L  | W  | W  | L  | L  |   |
| Khonkaen United   | L              | L | D | W | L | D | L | L | L | D  | D  | D  | D  | D  | D  | W  | W  | D  | W  | L  | W  | D  | D  | L  | L  | L  | W  | L  | W  | D  |   |
| Muangthong United | L              | D | D | W | D | L | L | D | L | W  | W  | D  | D  | L  | D  | W  | W  | L  | D  | W  | W  | W  | W  | W  | W  | W  | W  | L  | L  | W  |   |
| Nakhon Ratchasima | L              | W | D | L | W | D | W | L | D | L  | D  | L  | L  | W  | L  | L  | L  | L  | D  | D  | L  | W  | W  | W  | D  | L  | D  | L  | L  | L  |   |
| Nongbua Pitchaya  | L              | L | L | L | L | D | L | W | L | L  | L  | W  | D  | D  | D  | L  | L  | L  | D  | L  | W  | W  | L  | L  | L  | L  | L  | D  | L  | W  |   |
| Police Tero       | L              | L | D | L | D | D | W | L | W | W  | W  | L  | W  | D  | W  | L  | D  | D  | W  | L  | D  | D  | L  | D  | W  | D  | L  | W  | W  | W  |   |
| Port              | D              | W | W | L | D | D | D | D | W | W  | D  | D  | W  | L  | L  | W  | D  | D  | L  | W  | W  | L  | W  | W  | W  | W  | D  | W  | W  | L  |   |
| PT Prachuap       | W              | L | L | W | L | D | L | L | W | L  | D  | L  | L  | D  | D  | W  | D  | L  | W  | L  | L  | D  | D  | L  | W  | W  | D  | W  | L  | W  |   |
| Ratchaburi        | W              | W | W | W | D | W | L | D | W | D  | D  | D  | W  | W  | L  | L  | D  | W  | L  | L  | L  | D  | D  | W  | D  | L  | D  | L  | D  | L  |   |
| Lamphun Warriors  | D              | L | L | L | L | D | D | L | L | W  | L  | L  | D  | W  | W  | D  | D  | L  | W  | D  | D  | L  | D  | W  | L  | W  | L  | W  | W  | W  |   |
| Sukhothai         | L              | L | D | L | D | W | D | W | D | L  | D  | W  | W  | D  | L  | L  | L  | W  | L  | D  | W  | D  | L  | L  | W  | D  | W  | D  | L  | L  |   |
| Lampang           | W              | D | L | L | L | L | L | W | L | L  | D  | L  | L  | L  | D  | L  | L  | D  | D  | D  | W  | L  | L  | D  | L  | L  | L  | L  | W  | L  |   |

## Kết quả
| Nhà \ Khách       | BKU | BGP | BRU | CRU | CBR | KKU | LAM | LWR | MTU | NRM | NON | PTR | POR | PTP | RBM | SUK |
| ----------------- | --- | --- | --- | --- | --- | --- | --- | --- | --- | --- | --- | --- | --- | --- | --- | --- |
| Bangkok United    | —   | 2–0 | 4–3 | 4–2 | 3–1 | 2–0 | 1–0 | 2–0 | 2–0 | 3–0 | 3–1 | 4–1 | 1–2 | 1–1 | 0–1 | 3–0 |
| BG Pathum United  | 0–1 | —   | 0–2 | 3–1 | 1–0 | 2–0 | 2–2 | 1–0 | 3–0 | 5–2 | 1–3 | 3–1 | 4–2 | 2–1 | 4–2 | 0–1 |
| Buriram United    | 1–0 | 2–2 | —   | 4–1 | 2–0 | 4–1 | 2–0 | 2–0 | 1–1 | 4–0 | 3–1 | 3–0 | 2–3 | 3–1 | 1–0 | 6–1 |
| Chiangrai United  | 1–2 | 2–1 | 1–2 | —   | 1–1 | 3–1 | 5–1 | 1–1 | 3–1 | 1–0 | 2–0 | 1–0 | 2–3 | 3–2 | 0–0 | 1–1 |
| Chonburi          | 0–1 | 1–0 | 2–3 | 1–3 | —   | 2–2 | 4–0 | 2–0 | 0–1 | 2–1 | 2–1 | 5–3 | 1–0 | 1–0 | 1–2 | 1–1 |
| Khonkaen United   | 1–1 | 0–0 | 1–1 | 0–0 | 0–3 | —   | 1–0 | 1–0 | 1–1 | 3–2 | 2–1 | 0–0 | 1–0 | 0–3 | 0–2 | 2–1 |
| Lampang           | 0–5 | 0–1 | 0–3 | 0–0 | 1–3 | 1–1 | —   | 1–2 | 1–5 | 2–1 | 1–0 | 1–3 | 1–3 | 4–3 | 1–0 | 0–1 |
| Lamphun Warriors  | 2–1 | 3–0 | 0–2 | 0–1 | 0–2 | 1–1 | 2–1 | —   | 0–5 | 0–0 | 1–0 | 2–2 | 3–1 | 0–0 | 1–1 | 3–1 |
| Muangthong United | 1–1 | 1–0 | 4–4 | 1–2 | 1–5 | 2–0 | 2–2 | 3–1 | —   | 3–0 | 3–1 | 1–0 | 0–0 | 5–0 | 4–0 | 2–0 |
| Nakhon Ratchasima | 0–4 | 0–4 | 1–2 | 3–1 | 1–0 | 1–0 | 3–0 | 2–2 | 1–1 | —   | 2–1 | 1–3 | 1–1 | 1–2 | 1–1 | 1–1 |
| Nongbua Pitchaya  | 0–1 | 1–0 | 0–1 | 1–2 | 2–1 | 1–1 | 1–0 | 0–1 | 2–2 | 1–1 | —   | 1–2 | 0–0 | 3–1 | 0–2 | 1–1 |
| Police Tero       | 1–0 | 0–0 | 1–4 | 2–1 | 0–2 | 3–0 | 1–1 | 0–0 | 2–1 | 1–0 | 2–1 | —   | 2–2 | 1–1 | 1–0 | 2–2 |
| Port              | 1–1 | 2–1 | 1–3 | 1–1 | 3–1 | 4–1 | 2–1 | 0–0 | 2–3 | 2–0 | 2–1 | 2–2 | —   | 5–2 | 1–0 | 2–0 |
| PT Prachuap       | 2–1 | 2–2 | 0–1 | 2–1 | 3–1 | 1–1 | 1–1 | 1–0 | 0–1 | 0–1 | 5–1 | 2–4 | 1–2 | —   | 1–5 | 2–0 |
| Ratchaburi        | 0–1 | 3–0 | 1–1 | 1–1 | 1–1 | 0–2 | 1–0 | 1–0 | 1–0 | 1–1 | 2–1 | 1–1 | 1–1 | 1–1 | —   | 1–1 |
| Sukhothai         | 0–0 | 2–0 | 0–3 | 3–0 | 1–0 | 0–0 | 1–1 | 1–2 | 2–1 | 2–3 | 0–0 | 1–0 | 1–3 | 0–3 | 1–0 | —   |

## Thống kê mùa giải
| Thứ tự | Cầu thủ            | Câu lạc bộ        | Bàn thắng |
| ------ | ------------------ | ----------------- | --------- |
| 1      | Supachai Chaided   | Buriram United    | 16        |
| 2      | Hamilton Soares    | Port              | 15        |
| 3      | Samuel             | PT Prachuap       | 14        |
| 4      | Danilo Alves       | Chonburi          | 13        |
| 5      | Goran Čaušić       | Buriram United    | 12        |
| 5      | Lonsana Doumbouya  | Buriram United    | 12        |
| 7      | Heberty            | Bangkok United    | 11        |
| 8      | Victor Cardozo     | Chiangrai United  | 10        |
| 9      | Mahmoud Eid        | Bangkok United    | 9         |
| 9      | Barros Tardeli     | Nongbua Pitchaya  | 9         |
| 9      | Eric Johana Omondi | Muangthong United | 9         |

| Thứ tự | Cầu thủ                 | Câu lạc bộ       | Kiến tạo |
| ------ | ----------------------- | ---------------- | -------- |
| 1      | Suphanat Mueanta        | Buriram United   | 9        |
| 2      | Narubadin Weerawatnodom | Buriram United   | 7        |
| 2      | Jakkaphan Kaewprom      | Ratchaburi       | 7        |
| 4      | Theerathon Bunmathan    | Buriram United   | 6        |
| 4      | Teerasil Dangda         | BG Pathum United | 6        |
| 4      | Pakorn Prempak          | Port             | 6        |
| 4      | Samuel                  | PT Prachuap      | 6        |

### Hat-tricks
| Cầu thủ            | Câu lạc bộ        | Đối thủ         | Kết quả | Ngày                |
| ------------------ | ----------------- | --------------- | ------- | ------------------- |
| Eric Johana Omondi | Muangthong United | Buriram United  | 4–4 (H) | 12 tháng 2 năm 2023 |
| Lonsana Doumbouya  | Buriram United    | Khonkaen United | 4–1 (H) | 18 tháng 3 năm 2023 |

### Giữ sạch lưới
Tính đến ngày 9 tháng 4 năm 2023
| Thứ tự | Cầu thủ                         | Câu lạc bộ               | Số trận sạch lưới |
| ------ | ------------------------------- | ------------------------ | ----------------- |
| 1      | Michael Falkesgaard             | Bangkok United           | 13                |
| 2      | Kittipun Saensuk                | Sukhothai                | 9                 |
| 3      | Kampol Pathomakkakul            | Ratchaburi               | 8                 |
| 4      | Kittipong Phuthawchueak         | BG Pathum United         | 7                 |
| 4      | Nopphon Lakhonphon              | Buriram United           | 7                 |
| 6      | Nont Muangngam                  | Lamphun Warriors         | 6                 |
| 6      | Patiwat Khammai                 | Muangthong United        | 6                 |
| 6      | Sinthaweechai Hathairattanakool | Police Tero              | 6                 |
| 6      | Somporn Yos                     | Muangthong United / Port | 6                 |
| 10     | Siwarak Tedsungnoen             | Buriram United           | 5                 |
| 10     | Saranon Anuin                   | Chiangrai United         | 5                 |
| 10     | Pisan Dorkmaikaew               | Nakhon Ratchasima        | 5                 |
| 13     | Chanin Sae-ear                  | Chonburi                 | 4                 |
| 13     | Jirawat Wangthaphan             | Khonkaen United          | 4                 |
| 13     | Worawut Srisupha                | Port                     | 4                 |
| 16     | Yotsapon Teangdar               | Khonkaen United          | 3                 |
| 16     | Jirunpong Thammasiha            | Lampang                  | 3                 |
| 16     | Kittikun Jamsuwan               | Nongbua Pitchaya         | 3                 |
| 19     | Apirak Worawong                 | Chiangrai United         | 2                 |
| 19     | Chommaphat Boonloet             | Chonburi                 | 2                 |
| 19     | Worawut Sukuna                  | Chonburi                 | 2                 |
| 19     | Patrick Deyto                   | PT Prachuap              | 2                 |
| 23     | Sahawit Khumpiam                | Lamphun Warriors         | 1                 |
| 23     | Chatchai Budprom                | PT Prachuap              | 1                 |
| 23     | Kwanchai Suklom                 | PT Prachuap              | 1                 |

## Giải thưởng

### Giải hàng tháng
| Tháng    | Huấn luyện viên xuất sắc nhất tháng | Huấn luyện viên xuất sắc nhất tháng | Cầu thủ xuất sắc nhất tháng | Cầu thủ xuất sắc nhất tháng | Bàn thắng đẹp nhất tháng | Bàn thắng đẹp nhất tháng | Tham khảo |
| Tháng    | Huấn luyện viên                     | Câu lạc bộ                          | Cầu thủ                     | Câu lạc bộ                  | Cầu thủ                  | Câu lạc bộ               | Tham khảo |
| -------- | ----------------------------------- | ----------------------------------- | --------------------------- | --------------------------- | ------------------------ | ------------------------ | --------- |
| Tháng 8  | Aurelio Vidmar                      | Bangkok United                      | Heberty                     | Bangkok United              | Chawin Thirawatsri       | Lampang                  | [ 17 ]    |
| Tháng 9  | Sasom Pobprasert                    | Chonburi                            | Goran Čaušić                | Buriram United              | Channarong Promsrikaew   | Chonburi                 |           |
| Tháng 10 | Rangsan Viwatchaichok               | Police Tero                         | Goran Čaušić                | Buriram United              | Sarach Yooyen            | BG Pathum United         |           |
| Tháng 11 | Masatada Ishii                      | Buriram United                      | Sittichok Kannoo            | Ratchaburi                  | Barros Tardeli           | Nongbua Pitchaya         |           |
| Tháng 1  | Masatada Ishii                      | Buriram United                      | Willian Popp                | Muangthong United           | Suporn Peenagatapho      | Muangthong United        |           |
| Tháng 2  | Masatada Ishii                      | Buriram United                      | Suphanat Mueanta            | Buriram United              | Suphanat Mueanta         | Buriram United           |           |

## Khán giả

### Thống kê tổng thể
| VT | Đội                      | Tổng số | Cao    | Thấp   | Trung bình | Thay đổi |
| -- | ------------------------ | ------- | ------ | ------ | ---------- | -------- |
| 1  | Buriram United           | 263.442 | 26.207 | 12.575 | 20.265     | +88,5%†  |
| 2  | BG Pathum United         | 75.718  | 10.089 | 3.698  | 5.824      | +86,4%†  |
| 3  | Muangthong United        | 62.282  | 10.487 | 2.345  | 5.190      | +56,1%†  |
| 4  | Khonkaen United          | 57.010  | 6.392  | 3.548  | 4.751      | +63,2%†  |
| 5  | Chonburi                 | 65.812  | 7.799  | 3.484  | 4.701      | +59,2%†  |
| 6  | Port                     | 64.290  | 6.250  | 3.118  | 4.592      | +201,7%† |
| 7  | Nakhon Ratchasima        | 52.873  | 9.561  | 2.387  | 4.067      | +72,2%†  |
| 8  | Ratchaburi               | 45.634  | 4.779  | 2.146  | 3.510      | +93,2%†  |
| 9  | Sukhothai                | 43.411  | 7.998  | 1.680  | 3.339      | +271,4%† |
| 10 | Nongbua Pitchaya         | 34.382  | 5.987  | 2.181  | 2.645      | +41,7%†  |
| 11 | Bangkok United           | 34.152  | 8.794  | 1.091  | 2.627      | +83,1%†  |
| 12 | PT Prachuap              | 23.361  | 3.186  | 1.107  | 1.797      | +195,6%† |
| 13 | Chiangrai United         | 23.194  | 2.507  | 1.076  | 1.784      | +73,5%†  |
| 14 | Lamphun Warriors         | 21.313  | 4.163  | 602    | 1.639      | +51,5%†  |
| 15 | Lampang                  | 20.564  | 3.147  | 671    | 1.582      | +263,7%† |
| 16 | Police Tero              | 17.877  | 2.375  | 829    | 1.375      | +6,7%†   |
|    | Tổng số khán giả cả giải | 905.315 | 26.207 | 602    | 4.352      | +75,4%†  |

Cập nhật lần cuối vào ngày ngày 9 tháng 4 năm 2023
Nguồn: Thai League
Ghi chú:
†
Đội chơi tại Thai League 2 mùa trước

### Số liệu khán giả sân nhà theo từng vòng
| Đội \ Trận        | 1      | 2      | 3      | 4      | 5      | 6      | 7      | 8      | 9      | 10     | 11     | 12     | 13     | 14    | 15 | Tổng    |
| ----------------- | ------ | ------ | ------ | ------ | ------ | ------ | ------ | ------ | ------ | ------ | ------ | ------ | ------ | ----- | -- | ------- |
| Bangkok United    | 2,058  | 2,420  | 1,807  | 2,711  | 4,312  | 1,307  | 1,311  | 1,144  | 1,091  | 1,199  | 3,594  | 2,404  | 8,794  |       |    | 34,152  |
| BG Pathum United  | 5,559  | 6,470  | 10,034 | 5,323  | 5,669  | 5,476  | 4,452  | 5,372  | 10,089 | 4,145  | 3,698  | 5,058  | 4,373  |       |    | 75,718  |
| Buriram United    | 12,575 | 21,648 | 25,943 | 14,190 | 15,788 | 22,353 | 16,623 | 19,813 | 26,207 | 22,995 | 21,697 | 21,605 | 22,005 |       |    | 263,442 |
| Chiangrai United  | 2,276  | 2,215  | 2,507  | 1,627  | 1,417  | 2,221  | 2,196  | 2,240  | 1,343  | 1,282  | 1,536  | 1,076  | 1,258  |       |    | 23,194  |
| Chonburi          | 7,799  | 4,953  | 3,992  | 4,513  | 5,942  | 3,484  | 4,103  | 3,962  | 4,231  | 3,955  | 6,902  | 4,018  | 3,964  | 3,994 |    | 65,812  |
| Khonkaen United   | 5,528  | 4,214  | 3,548  | 4,861  | 6,392  | 4,118  | 3,873  | 3,913  | 6,167  | 4,408  | 6,304  | 3,684  |        |       |    | 57,010  |
| Lampang           | 1,137  | 3,147  | 2,591  | 1,453  | 1,380  | 3,121  | 1,536  | 1,560  | 750    | 820    | 671    | 1,278  | 1,120  |       |    | 20,564  |
| Lamphun Warriors  | 4,163  | 2,498  | 3,073  | 2,155  | 602    | 947    | 1,492  | 1,482  | 1,176  | 758    | 1,302  | 895    | 770    |       |    | 21,313  |
| Muangthong United | 6,342  | 3,753  | 6,913  | 5,311  | 4,711  | 3,127  | 4,307  | 10,487 | 7,523  | 4,751  | 2,345  | 2,712  |        |       |    | 62,282  |
| Nakhon Ratchasima | 9,561  | 6,837  | 4,380  | 4,384  | 3,497  | 3,245  | 3,202  | 3,430  | 2,433  | 2,598  | 2,387  | 2,479  | 4,440  |       |    | 52,873  |
| Nongbua Pitchaya  | 2,492  | 2,181  | 3,125  | 2,260  | 2,384  | 2,089  | 2,570  | 2,250  | 2,145  | 2,013  | 2,526  | 5,987  | 2,360  |       |    | 34,382  |
| Police Tero       | 1,785  | 1,850  | 2,375  | 985    | 1,407  | 984    | 1,280  | 1,389  | 1,817  | 1,250  | 829    | 945    | 981    |       |    | 17,877  |
| Port              | 6,065  | 3,847  | 3,721  | 4,199  | 3,751  | 4,262  | 3,118  | 6,250  | 6,202  | 4,009  | 4,451  | 6,250  | 4,285  | 3,880 |    | 64,290  |
| PT Prachuap       | 2,059  | 1,492  | 2,420  | 1,230  | 1,308  | 1,107  | 1,360  | 1,159  | 2,023  | 1,993  | 3,186  | 2,358  | 1,756  |       |    | 23,361  |
| Ratchaburi        | 4,710  | 4,277  | 4,129  | 3,128  | 3,279  | 3,970  | 4,475  | 4,779  | 3,278  | 2,432  | 2,713  | 2,146  | 2,318  |       |    | 45,634  |
| Sukhothai         | 3,005  | 1,684  | 1,838  | 1,816  | 2,825  | 1,680  | 3,073  | 7,998  | 5,029  | 3,552  | 3,846  | 3,217  | 3,848  |       |    | 43,411  |

Nguồn: Thai League